# Michaił Ciesawiec
Michaił Michajławicz Ciesawiec (biał. Міхаіл Міхайлавіч Цесавец, ros. Михаил Михайлович Тесовец, Michaił Michajłowicz Tiesowiec; ur. 1952) – białoruski polityk; w latach 1990–1995 deputowany do Rady Najwyższej Białoruskiej SRR/Rady Najwyższej Republiki Białorusi XII kadencji.

## Życiorys
Urodził się w 1952 roku. Ukończył Białoruski Uniwersytet Państwowy. Pełnił funkcję zastępcy kierownika Wydziału Spraw Wewnętrznych Komitetu Wykonawczego rejonu frunzeńskiego Mińska oraz szefa Głównego Urzędu Ochrony Państwowej Republiki Białorusi. W latach 1990–1995 był deputowanym do Rady Najwyższej Białoruskiej SRR/Rady Najwyższej Republiki Białorusi XII kadencji. Wchodził w niej w skład Komisji ds. Bezpieczeństwa Narodowego, Obrony i Walki z Przestępczością. W czasie kryzysu parlamentarnego 11–12 kwietnia 1995 roku kierował akcją siłowego usunięcia z Sali Owalnej parlamentu deputowanych opozycji, którzy podjęli głodówkę na znak protestu przeciwko zainicjowanemu przez prezydenta Alaksandra Łukaszenkę referendum na temat wprowadzenia języka rosyjskiego jako drugiego języka państwowego, zmiany symboli państwowych Białorusi (biało-czerwono-białej flagi i herbu Pogoni) na symbole nawiązujące do radzieckich, integracji ekonomicznej z Federacją Rosyjską i prawie prezydenta do rozwiązywania parlamentu.